# Daniela Montoya
Daniela Montoya Quiroz (Medellín, 22 de agosto de 1990) es una futbolista colombiana que se desempeña como centrocampista en el Grêmio del Brasileirão Femenino y de la Selección femenina de fútbol de Colombia.

## Desarrollo

### Nacimiento e infancia
Daniela Montoya Quiroz nació el 22 de agosto de 1990 a las 12:05 de la media noche, en el hospital Luz Castro de la ciudad de Medellín. Es la menor de cinco hermanas (una de ellas siendo gemela) y reside en el municipio de Sabaneta (Antioquia). Es bachiller del colegio José Félix de Restrepo y actualmente estudia profesional en deporte en el Politécnico Colombiano Jaime Isaza Cadavid.

### Comienzos
Desde muy pequeña se interesó en el balompié, y comenzó a jugar desde que tiene memoria, según ella, en el equipo Visión 2020 de su municipio donde reside, y luego empieza a jugar microfútbol y fútbol sala en el equipo "Futasa", también de Sabaneta, equipo dirigido por Luis Guillermo Velásquez.

## Trayectoria deportiva

### Carrera local
Previo a la selección, ingresó al Club Deportivo Formas Íntimas donde ha ganado sinfines de títulos en la Liga Antioqueña de Fútbol, ha participado en seis ediciones de la Copa Libertadores femenina (2009 - 2014) siendo el 2013 subcampeona de dicho torneo continental y 2009 en tercer puesto y campeona en tres veces consecutivas de la Copa Prelibertadores femenina Colombia en los años 2012, 2013 y 2014. Con la selección de su departamento, Antioquia, consiguió las medallas de Oro y plata en los Juegos Deportivos Nacionales de 2008 y 2011 respectivamente. Juega también microfútbol donde ha conseguido el tercer puesto en el Campeonato Mundial de Fútbol de Salón celebrado en Reus (España) en 2008, y en fútbol sala donde obtuvo la Medalla de Oro en los Juegos Bolivarianos de Bolivia 2009 y el subcampeonato en el Sudamericano de fútbol sala en Brasil, celebrado en 2009.

### Carrera internacional
En la temporada 2013-14 fue fichada por el CD Burela FS que juega actualmente la Primera División del fútbol sala femenino. Montoya se destacó haciendo 11 goles en 19 juegos y obteniendo la Copa de la Junta de Galicia de fútbol sala femenino. Fue eje para el subcampeonato del conjunto naranja en esa temporada y para obtener una destacada participación en la Copa de la Reina de fútbol sala femenino de España. Luego de esa temporada, Montoya volvió a Colombia.
La temporada de 2016 fue fichada por el Levante femenino de la Primera División Femenina de España.

## Selección nacional

### Copa Mundial Femenina Sub-20 2010
Se dio a conocer exactamente en el duelo ante Costa Rica donde aportó dos goles para clasificar a la selección cafetera a los cuartos de final; Montoya fue aporte vital en el mediocampo para el cuadro tricolor durante los últimos tres partidos (cuartos, semifinales y juego por el tercer puesto), donde obtuvieron el cuarto lugar de la competición.

### Copa América Femenina 2010
En ese mismo año disputó la Copa América en Ecuador, hizo un gol en la goleada ante Uruguay 8-0; en esa competición terminó de subcampeona y obtuvo los tiquetes para: Mundial de mayores en Alemania, Juegos Panamericanos de México ambos en 2011 y Juegos Olímpicos de 2012 en Londres (Cabe resaltar que Colombia volvía en Fútbol hacía 20 años, la última: fútbol masculino en Barcelona 1992).

### Copa Mundial Femenina 2011
Estuvo en el debut ante Suecia, no fue alineada contra Estados Unidos y fue titular ante Corea del Norte, en ese último partido fue sustituida por una compañera, debido a un calambre que sufrió en los últimos minutos de juego.

### Panamericanos 2011
Estuvo en dos de los tres juegos de la primera fase, semifinal y en el partido por el tercer puesto (Trinidad y Tobago y frente a Chile (1a Ronda, no fue en la titular ante México) Canadá en semifinales y México (3er puesto)).

### Juegos Olímpicos de Londres 2012
Así como ella lo cataloga, competir en los JJ. OO. de Londres 2012 ha sido uno de sus mayores sueños en su carrera deportiva. Pero no todo fueron rosas para la selección Colombia; debutó ante Corea del Norte en Glasgow con una derrota 0-2, Montoya no jugó pero la "Tricolor" quedaría eliminada por Estados Unidos por 0-3 en su segunda salida en Glasgow, y se despidieron en Newcastle con una derrota frente a Francia por 0-1; pero la paisa lo considera como un sueño cumplido estar por primera vez en unos Olímpicos y con una delegación colombiana que hizo historia en unas Olimpiadas.

### Copa América Femenina 2014
En 2014 consiguió el subtítulo con la selección Colombia de la Copa América femenina, celebrada nuevamente en Ecuador donde jugó seis de los siete partidos que disputó el combinado cafetero; nuevamente se clasificó esta vez al mundial femenino de Canadá 2015, Juegos Panamericanos Toronto 2015 y los Juegos Olímpicos de Río de Janeiro 2016, siendo eventualmente apartada su participación de este último.

### Copa Mundial Femenina 2015
Tiene el mérito de haber Convertido el primer gol de una selección Colombia femenina en la historia de los mundiales ante México,
Siendo además parte vital de la clasificación a octavos de final, donde fue eliminada por parte de Estados Unidos. en la votación al mejor gol del torneo fue elegida como el segundo de la competición, donde finalmente se impuso la estadounidense Carly Lloyd.

### Panamericanos 2015
Montoya salió subcampeona con la selección Colombia en los Juegos Panamericanos 2015, celebrados en Toronto y obtuvo la medalla de Plata. Jugó los cuatro partidos (primera fase, semifinal y final) ante México, Trinidad y Tobago, Argentina, Canadá y Brasil.

### Juegos Olímpicos 2016
Por ese entonces habría sido excluida de la lista final de las convocadas para el certamen que se había disputado en tierras cariocas; a raíz de una exigencia de un pago atrasado producto de su participación en la Copa Mundial Femenina de Fútbol de 2015. Posteriormente en 2019, el hecho formaría parte de varias denuncias de irregularidades frente al ente futbolístico colombiano;
y saldría a la luz un audio que demostraba que el vicepresidente de la Federación Colombiana fue quien vetó a la jugadora por año y medio, perdiendo la participación del Torneo Olímpico.

### Copa América 2018
Participó en 6 de los 7 cotejos del torneo. Anotó un único tanto, en la goleada ante la selección Uruguaya. posteriormente en la fase final su equipo quedaría último, producto de 2 derrotas ante Argentina y Brasil. y un empate con Chile, quedándose sin posibilidades de una tercera consecutiva participación en un certamen mundialista.

#### Goles internacionales
| No. | Fecha                   | Sede                                               | Rival                    | Marcador | Resultado | Competición                          |
| --- | ----------------------- | -------------------------------------------------- | ------------------------ | -------- | --------- | ------------------------------------ |
| 1   | 25 de noviembre de 2014 | Unidad Deportiva Hugo Sánchez, Veracruz, México    | Bandera de Venezuela     | 1–0      | 1-0       | Juegos Centroamericanos y del Caribe |
| 2   | 9 de mayo de 2015       | Estadio de Moncton, Moncton, Canadá                | Bandera de México        | 1–1      | 1-1       | Copa Mundial Femenina de 2015        |
| 3   | 4 de abril de 2018      | Estadio La Portada, La Serena, Chile               | Bandera de Uruguay       | 2–0      | 7–0       | Copa América Femenina                |
| 4   | 8 de julio de 2022      | Estadio Olímpico Pascual Guerrero, Cali, Colombia  | Bandera de Paraguay      | 1–0      | 4–2       | Copa América Femenina                |
| 5   | 17 de junio de 2023     | Estadio Rommel Fernández, Ciudad de Panamá, Panamá | Bandera de Panamá        | 2–0      | 2–0       | Amistoso internacional               |
| 6   | 5 de diciembre de 2023  | Estadio Metropolitano de Techo, Bogotá, Colombia   | Bandera de Nueva Zelanda | 1–0      | 1–0       | Amistoso internacional               |

### Participaciones en fases finales
| Torneo                                 | Sede     | Resultado        | Partidos | Goles | Asistencias |
| -------------------------------------- | -------- | ---------------- | -------- | ----- | ----------- |
| Copa Mundial Sub-20 Femenina FIFA 2010 | Alemania | Cuarto Puesto    | 4        | 2     | 0           |
| Copa Mundial Femenina FIFA 2011        | Alemania | Primera ronda    | 2        | 0     | 0           |
| Juegos Olímpicos 2012                  | Londres  | Primera ronda    | 0        | 0     | 0           |
| Copa Mundial Femenina FIFA 2015        | Canadá   | Octavos de final | 4        | 1     | 0           |

## Clubes
| Club                   | País     | Año         |
| ---------------------- | -------- | ----------- |
| Levante                | España   | 2016        |
| Envigado F.C.          | Colombia | 2017        |
| Junior                 | Colombia | 2018        |
| Riffa Club             | Baréin   | 2019        |
| Junior de Barranquilla | Colombia | 2020 - 2021 |
| Deportivo Cali         | Colombia | 2021        |
| Independiente Medellín | Colombia | 2021        |
| Atlético Nacional      | Colombia | 2022 - 2024 |
| Grêmio                 | Brasil   | 2025 - Act. |

## Estadísticas
- Selección de fútbol femenino de Colombia (3 goles en 41 juegos, 2010 a 2015)
- Club Deportivo Formas Íntimas (2 anotaciones en la Copa Libertadores femenina, 2010 y 2011)
- CD Burela FS (11 goles en 19 juegos en el fútbol sala español, 2013-14)

## Palmarés

### Torneos internacionales
| Título               | Equipo                         | Sede | Año  |
| -------------------- | ------------------------------ | ---- | ---- |
| Juegos Panamericanos | Selección femenina de Colombia | Perú | 2019 |